# Jadwiga Zalisz
Jadwiga Zalisz lub Iga Zalisz – polska działaczka ekumeniczna oraz pracownica Towarzystwa Biblijnego w Polsce (TB).

## Życie i działalność
Jest członkiem Kościoła Ewangelicko-Reformowanego w Polsce. W 2013 została wybrana zastępcą członka Synodalnej Komisji Rewizyjnej Kościoła. Jest również wieloletnim pracownikiem Towarzystwa Biblijnego w Polsce. W ramach TB prowadziła wiele projektów, związanych z wydawaniem, tłumaczeniem i rozpowszechnianiem Biblii. Była asystentem redakcji Biblii Ekumenicznej. Jako uczestniczka ruchu ekumenicznego była między innymi członkiem wspólnej delegacji Polskiej Rady Ekumenicznej oraz Konferencji Episkopatu Polski, która w 2012 z okazji Tygodnia Modlitw o Jedność Chrześcijan wyjechała do Rzymu na spotkanie z papieżem Benedyktem XVI, a także uczestnikiem Ogólnopolskiej Ekumenicznej Konferencji Kobiet w 2018. 
27 listopada 2019 podczas posiedzenia Komitetu Krajowego TB została wybrana na dyrektora generalnego Towarzystwa Biblijnego w Polsce wygrywając z ubiegającym się o to stanowisko teologiem prawosławnym Jerzym Betlejko. Urząd objęła 1 stycznia 2020, zastępując długoletnią dyrektor Małgorzatę Platajs.